# Новента Вичентина
Новента Вичентина (итал. Noventa Vicentina) је насеље у Италији у округу Виченца, региону Венето.
Према процени из 2011. у насељу је живело 7588 становника. Насеље се налази на надморској висини од 14 м.

## Становништво
Према резултатима пописа становништва 2011. у општини је живело 8.810 становника.
| 1931. | 1936. | 1951. | 1961. | 1971. | 1981. | 1991. | 2001. | 2011. |
| ----- | ----- | ----- | ----- | ----- | ----- | ----- | ----- | ----- |
| 6.953 | 7.341 | 7.323 | 6.511 | 7.330 | 7.906 | 7.929 | 8.272 | 8.810 |

## Партнерски градови
- Asiago